# みねこ美根
〝美根〟（みね）は、日本のシンガーソングライター。東京都出身。旧芸名はみねこ美根（みねこ みね）。
所属レーベルはPOWERPOP&Co.

## 来歴
6歳のときに作曲を始め、短いピアノの楽曲「夜空」を制作。11歳よりギターの弾き始りを始め、弾き語り曲「スタート」を作曲。高校時代にライブハウスでの活動を開始。
2016年末にみねこ美根に改名。
2018年4月2日に自身初のミュージック・ビデオとなった「線路」と「黒のワルツ」を公開。
2019年1月23日に自身初のミニ・アルバム『心火を従えて愈々』を配信限定で発売。
2022年4月1日に〝美根〟に改名。名前の表記にダブルクオーテーションを含めたのは「美根」のみだと画数の運気が良くないため。

## 人物
幼少時よりバレエ、ピアノを習っていた。
楽曲制作は、テーマを決めて制作を行うほか、歌詞に発展しそうな言葉やメロディ・リズムの糸口を見つけて制作を行っている。みねこは「テーマを絞るとまとまりが良くなり、絞らないときはまとめるのは大変だけど、新しい雰囲気を発見できるから、いろんなやり方で曲を作るのが楽しい」と語っている。

## ディスコグラフィ

### 配信限定シングル
| 全作詞・作曲: みねこ美根。 |           |            |            |      |
| #                          | タイトル  | 作詞       | 作曲・編曲 | 時間 |
| 1.                         | 「数式」  | みねこ美根 | みねこ美根 | 4:27 |
| 2.                         | 「悲鳴」  | みねこ美根 | みねこ美根 | 4:12 |
| 合計時間:                  | 合計時間: | 8:39       |            |      |

| 全作詞・作曲: みねこ美根。 |                                |            |            |      |
| #                          | タイトル                       | 作詞       | 作曲・編曲 | 時間 |
| 1.                         | 「水面へ」                     | みねこ美根 | みねこ美根 | 5:06 |
| 2.                         | 「僕らは飛べるようにできてる」 | みねこ美根 | みねこ美根 | 4:29 |
| 合計時間:                  | 合計時間:                      | 9:35       |            |      |

| #         | タイトル   | 作詞・作曲 | 時間 |
| --------- | ---------- | ---------- | ---- |
| 1.        | 「水面へ」 | みねこ美根 | 4:20 |
| 合計時間: | 合計時間:  | 合計時間:  | 4:20 |

### アルバム

#### ミニ・アルバム
| 全作詞・作曲: みねこ美根。 |                         |            |            |
| #                          | タイトル                | 作詞       | 作曲・編曲 |
| 1.                         | 「八月の最後」          | みねこ美根 | みねこ美根 |
| 2.                         | 「こころ」              | みねこ美根 | みねこ美根 |
| 3.                         | 「線路」(piano version) | みねこ美根 | みねこ美根 |
| 4.                         | 「根をはり続けて」      | みねこ美根 | みねこ美根 |
| 5.                         | 「大人の頭」            | みねこ美根 | みねこ美根 |
| 6.                         | 「昨日の終わり」        | みねこ美根 | みねこ美根 |
| 7.                         | 「やまないでね、雨」    | みねこ美根 | みねこ美根 |
| 合計時間:                  | 合計時間:               | 0:00       |            |

| 全作詞・作曲: みねこ美根。 |                      |            |            |      |
| #                          | タイトル             | 作詞       | 作曲・編曲 | 時間 |
| 1.                         | 「こころ」           | みねこ美根 | みねこ美根 | 3:32 |
| 2.                         | 「太陽」             | みねこ美根 | みねこ美根 | 4:47 |
| 3.                         | 「おもちゃのきもち」 | みねこ美根 | みねこ美根 | 4:04 |
| 4.                         | 「黒髪のワルツ」     | みねこ美根 | みねこ美根 | 4:16 |
| 5.                         | 「線路」             | みねこ美根 | みねこ美根 | 3:46 |
| 6.                         | 「昨日の終わり」     | みねこ美根 | みねこ美根 | 3:40 |
| 合計時間:                  | 合計時間:            | 24:05      |            |      |

### 映像作品
結晶の標　 music video collection（2019年8月8日）
- 2019年11月2日に開催されたワンマンライブ『A Special Day of Mine「アコースティックOneday 極夜の光合成と白夜の深呼吸」』のグッズとして販売[5]。

| #  | タイトル                                | 作詞 | 作曲・編曲 |
| -- | --------------------------------------- | ---- | ---------- |
| 1. | 「八月の最後」                          |      |            |
| 2. | 「やまないでね、雨」                    |      |            |
| 3. | 「線路」                                |      |            |
| 4. | 「黒髪のワルツ」                        |      |            |
| 5. | 「太陽 -Lyric Video- 」                 |      |            |
| 6. | 「数式 」                               |      |            |
| 7. | 「悲鳴」                                |      |            |
| 8. | 「線路 -2017年自主制作Ver.-」(特典映像) |      |            |

## タイアップ
| 曲名 | タイアップ                                    | 初出                               |
| ---- | --------------------------------------------- | ---------------------------------- |
| 線路 | テレビ神奈川『みゅーとま2』エンディングテーマ | ミニ・アルバム『心火を従えて愈々』 |

## ライブ
- A Special Day of Mine「心火を従えて掴んだもの2019」（2019年8月8日、下北沢GARDEN）
- A Special Day of Mine「極夜の光合成」（2019年11月4日、原宿ストロボカフェ）
- A Special Day of Mine「白夜の深呼吸」（2019年11月4日、北参道ストロボカフェ）
- A Special Day of Mine「COLLECTIVE IMPACT 〜根然一体〜」（2020年1月23日、吉祥寺Rock Joint GB）